# Арлен Лопес
Арлен Лопес (ісп. Arlen López; нар. 21 лютого 1993, Гуантанамо, Куба) — кубинський боксер, дворазовий олімпійський чемпіон, бронзовий олімпійський призер, чемпіон світу серед аматорів та чемпіон Панамериканських ігор.

## Аматорська кар'єра
На Іграх Центральної Америки і Карибського басейну 2014 здобув три перемоги, у тому числі у фіналі над Місаелем Родрігесом (Мексика), і завоював золоту медаль.
На Панамериканських іграх 2015 здобув три перемоги і завоював золоту медаль.

### Чемпіонат світу 2015
- 1/8 фіналу. Переміг Альяза Венко (Словенія) — 3-0
- 1/4 фіналу. Переміг Марло Дельгадо (Еквадор) — 3-0
- 1/2 фіналу. Переміг Хуссейна Бакр Абдін Хосама (Єгипет) — 3-0
- Фінал. Переміг Бектеміра Мелікузієва (Узбекистан) — 2-1

### Олімпійські ігри 2016
- 1/8 фіналу. Переміг Золтана Харчу (Угорщина) — 3-0
- 1/4 фіналу. Переміг Крістіана Мбіллі-Ассомо (Франція) — 3-0
- 1/2 фіналу. Переміг Камрана Шахсуварлі (Азербайджан) — 3-0
- Фінал. Переміг Бектеміра Мелікузієва (Узбекистан) — 3-0

### Чемпіонат світу 2017
- 1/8 фіналу. Переміг Сальваторе Кавальяро (Італія) — 5-0
- 1/4 фіналу. Програв Абільхану Аманкулу (Казахстан) — 2-3

На Іграх Центральної Америки і Карибського басейну 2018 програв у фіналі Лестеру Мартінесу (Гватемала) і отримав срібну медаль.
На Панамериканських іграх 2019 здобув три перемоги, у тому числі у фіналі над Ебертом Консейсаном (Бразилія), і завоював золоту медаль.
На чемпіонаті світу 2019 переміг двох суперників, а у чвертьфіналі програв Глібу Бакши (Росія) — 2-3.

### Олімпійські ігри 2020
- 1/8 фіналу. Переміг Мохаммеда Умрі (Алжир) — 5-0
- 1/4 фіналу. Переміг Рохеліо Ромеро (Мексика) — 5-0
- 1/2 фіналу. Переміг Лорена Альфонсо (Азербайджан) — 5-0
- Фінал. Переміг Бенджаміна Віттакера (Велика Британія) — 4-1

На Панамериканських іграх 2023 здобув три перемоги, у тому числі у фіналі над Вандерлеєм Перейрою (Бразилія), і завоював золоту медаль.
На чемпіонаті світу 2023 переміг двох суперників, а у чвертьфіналі програв Тохтарбеку Танатхану (Китай).
На Олімпійських іграх 2024 завоював бронзову медаль.
- В 1/8 фіналу переміг Каана Айкутсуна (Туреччина) — 5-0
- У чвертьфіналі переміг Турабека Хабібуллаєва (Узбекистан) — 3-2
- У півфіналі програв Олександрові Хижняку (Україна) — 2-3